# 特納斯 (密蘇里州)
特納斯（英語：Turners）是位於美國密蘇里州格林縣的非建制地區。

## 歷史
特納斯的郵局自1889年營運至今。

## 地理
特納斯所處的海拔為高於海平面364米（即1194英呎），而該地所採用的時區為UTC-6，即北美中部時區（CST）。同時該地設有夏令時間，為UTC-6調快一小時，即UTC-5（CDT）。